# 吉尔赞喀勒墓地
吉尔赞喀勒墓地，又称吉尔赞喀勒太阳墓地、曲曼黑白石条古墓地或曲曼墓地，位于中华人民共和国新疆维吾尔自治区喀什地区塔什库尔干塔吉克自治县提孜那甫乡曲曼村东北的塔什库尔干河岸上的一座黑白石条墓地遗址。2019年10月7日，吉尔赞喀勒墓地被列入第八批全国重点文物保护单位。

## 地理信息
吉尔赞喀勒墓地地处帕米尔高原，具体地址在新疆维吾尔自治区喀什地区塔什库尔干塔吉克自治县提孜那甫乡曲曼村东北部，塔什库尔干河西岸并被山环绕的吉尔赞喀勒二、三级台地上。塔什库尔干县城向东北约10千米，314国道向东1千米。海拔3050米左右。吉尔赞喀勒是塔吉克语“Jerzankol”的音译，意思是“鹰所站在的石头上的地方”。因为所在地区名为曲曼村，所以曲曼黑白石条古墓地或曲曼墓地也曾被作为该墓地遗址的名称。

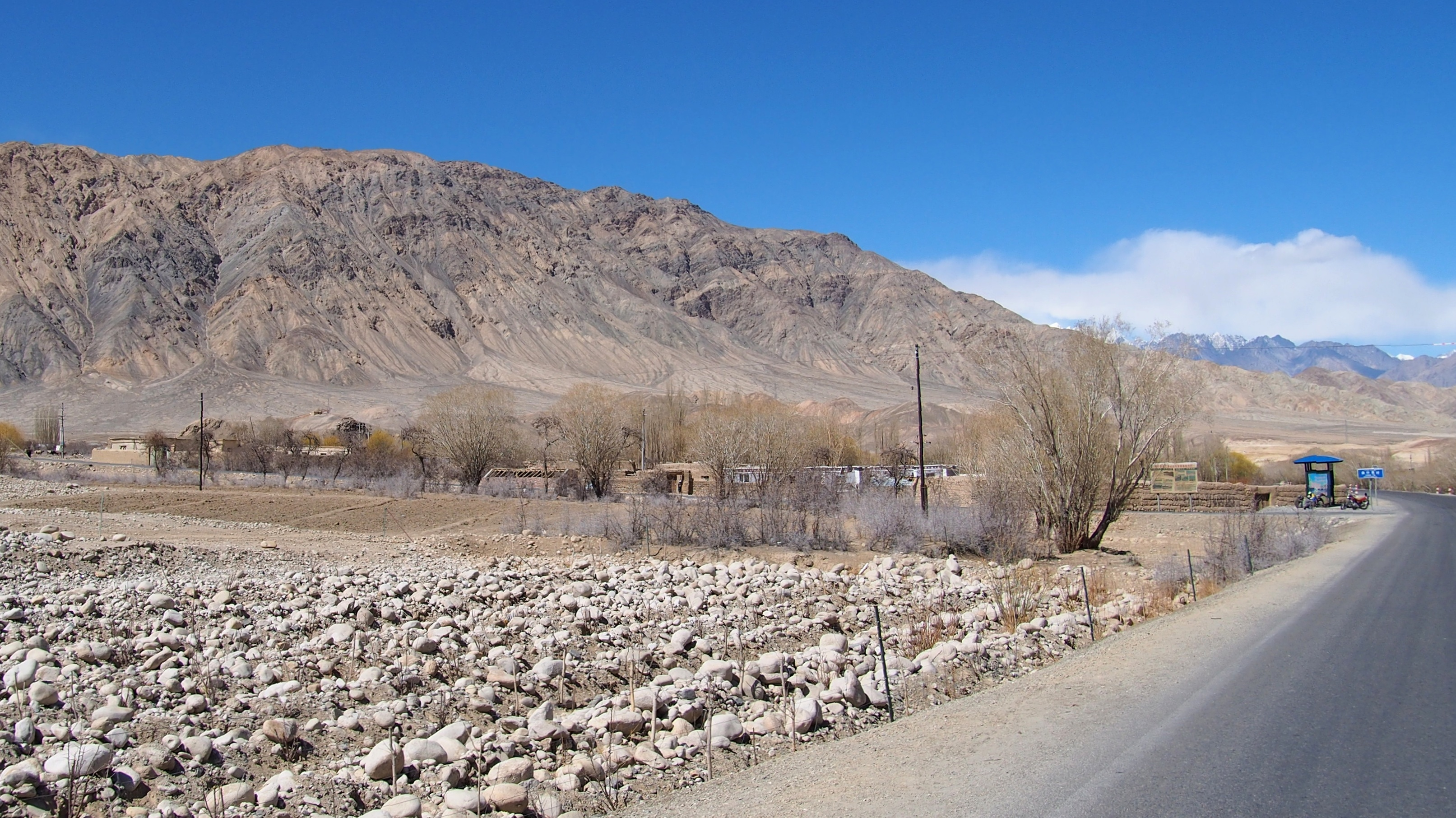
吉尔赞喀勒墓地附近的曲曼村

## 发现与发掘工作
1981年至1985年，在第二次全国文物普查期间，相关部门发现并登记了数十处塔什库尔干河谷一带的古墓群，这次调查中也发现了位于曲曼村东北的黑白条石遗存。
2013年5月到6月，中国社会科学院考古研究所新疆工作队、新疆喀什地区文物局以及塔什库尔干县文物管理所组成联合发掘队前往吉尔赞喀勒墓地。领队为巫新华。此次发掘工作共发掘包括A区墓葬3座，B区墓葬7座在内的10座墓葬。此次挖掘工作共出土25件陶器、45件石器、13件铜器、17件木器、6件铁器以及以串珠为主的20余件琉璃珠。发掘学者称此次发掘是在欧亚大陆范围内首次发现公元前500年左右的琐罗亚斯德教遗迹，也是欧亚大陆仅见的规模大、地表现象清晰、分布特殊且数量较多的琐罗亚斯德教遗迹。这次发掘也支持了琐罗亚斯德教中亚起源说。
2014年，中国社会科学院考古研究所新疆工作队又与新疆喀什地区文物局、塔什库尔干县文物管理所对吉尔赞喀勒墓地再次发掘，领队为巫新华。此次发掘工作包括短墓道竖穴墓和竖穴墓在内的29座墓葬，其中A区墓葬1座、B区墓葬19座、C区墓葬8座以及D区墓葬1座。此次出土木器、金属器、陶器数十件，另有若干琉璃珠或玉髓珠、骨制品、石器、贝饰以及毛织物。

## 墓葬相关信息

### 地表遗迹和墓葬形制
吉尔赞喀勒墓地由地表保留的圆形封土堆以及错落有致的黑白色石条构成。墓地整体被分为A、B、C、D四个区域，以B区为标准，A区地处B区东北350米处，C区地处B区东北180米处，D区则地处B区北部320米处。其中A区位于地势较高的三级基岩台地上，此处海拔3077米，台地东面悬崖为塔什库尔干河河岸，其他三面则为高低不平的山丘，A区共7座墓葬分布在所在台地的东部的一小部分，黑白石条在A区墓区北部。B区则在海拔3061米且较为平坦的二级古河床台地上，B区南边为临河的悬崖，其他三面为缓坡，B区共34座墓葬分布在所在台地的西南部。黑白石条则在B区墓区东北方。C区在A区与B区之间，海拔3071米，南边为悬崖，其他三面为缓坡，C区共8座墓葬。D区在前三区的西北部，海拔3080米，地处属于雅丹台地的顶部，D区共5到6座墓葬。
A区墓葬及石条占地面积大概300平方米，几座墓葬的面积仅占其中一小部分，墓葬由浅凹形封土堆、石圈以及墓室构成。其中封土堆最大的是长轴9米，短轴近9米的近圆形，较小的则为轴长从4.6米到5米不等的椭圆形。或单圈或双圈的石圈埋在封土堆之下，由大块鹅卵石堆砌而成的石圈略小于封土堆的外围，双石圈的墓葬的外石圈的直径一般在7米左右，而内圈则在4米上下。墓室是由基岩下挖的不规则椭圆形竖穴，墓室长从1米多到3米不等，深则从0.3米到0.6米不等。墓室开口大多为直径4米左右圆形或椭圆形。几个墓葬内的人骨都散碎不完整且陪葬品较少。其中一处墓葬曾遭到盗掘并存在燃火痕迹，一处发现了二次敛骨葬的葬俗。
B区墓葬及石条面积大概5000平方米，与A区相似，墓葬仅占占地面积的一小部分。墓室形制为石圈竖穴墓或短墓道竖穴墓，墓葬由封土堆、石圈、墓道和墓室构成。B区墓葬的封土堆直径小则在4米以下，大则超过8米。石圈在封土堆下方10厘米左右的位置，是由较大卵石砌成的，也有单、双层之分。墓室则是在砾石层下挖掘而成的不规则圆形或椭圆形的竖穴。短墓道竖穴墓会有一长方形缓坡墓道，墓道大多长1到1.5米左右，宽1米到1.8米不等，深通常在半米以内，墓道中通常会铺有一层草席编织物，墓室与墓道之结合处多放有树枝原木做隔阂。多数墓葬有棚木或者木制尸床。这种形制的短墓道竖穴墓在新疆史前晚期并不多见，与群巴克墓地中的少数墓葬形制相同，但在吉尔赞喀勒墓地却成为主流。短墓道竖穴墓通常空间较大，故B区多为多人葬，其中二次敛骨葬同样人骨散碎并且出土文物较少，但非二次敛骨葬的墓葬人骨则较为完整，这其中包括一处一次性合葬墓。而竖穴墓墓室相比之下较小，多数葬的是一个未成年人。B区其中一些墓葬在墙壁上挂有毛毡。另外，在B区的一些墓葬中出现了焚烧棚木的现象。
C区墓葬分布较为稀疏，在地表并没有黑白石条。C区的三组墓葬成三角形分布，三组分别坐落在高地的北、西、东南端，中间则为大面积的空地。该区墓葬的墓室形制都是圆或椭圆形竖穴墓，并且除了一座墓葬中有一具未成年人人骨外其余洞穴均无人骨，出土随葬品较少。C区北组的唯一一处墓葬较为特殊，封土堆之下是石堆而非其他墓葬的石圈，石堆下则是圆环沟，中部则形成一个圆台，圆台的中部有一处底部平置着几截被敲断的人类下肢骨以及几十根加工过的小木棍的竖穴坑。这些现象证明此处遗迹具有祭祀的性质。
黑白石条是由鹅卵石铺设成的长从5米到23米，宽0.8米到2米的不规则长方形，黑白卵石相隔，方向向东北或西南呈放射状延伸，卵石的大小多为直径5至8厘米。A区墓葬与黑白石条的关系相对明确，但在B区的一些地方石条叠压在墓葬之上，可能是表示石条的铺设是墓室被封后的最后一道程式。另外，在B区大部分的墓葬与黑白石条的关系并不清楚，也存在石条与葬礼程式无关的可能性。

### 人种信息和习俗
墓主人多为青壮年女性，但也存在未成年个体。体质特征与下坂地墓地、香宝宝墓地出土的人骨类似都属于欧罗巴人种的地中海东支类型，个别个体出现了可能与蒙古人种混血的特征，例如面部扁平度较大。这样的形态特征与如今塔吉克人的体质特征相似度较高。在其中一些墓葬中，人骨颅腔内发现了大量蝇蛆壳以及动物啃咬的痕迹，这种现象和痕迹通常只会发生在尸体经过短时间露天并被处理过的二次敛骨葬的情况下，另外在2014年的发掘中也发现有裸身的天体葬。另外，也出现了多人合葬，成年女性与婴幼胎儿合葬的现象。在个别个体上有出现严重关节炎导致的骨质摩擦，头骨穿孔以及致死砍砸的痕迹，这些都与当时当地的生活条件、风俗习惯或信仰和社会冲突有关。葬法上不见周围古墓地所出现的火葬及骨灰葬。另一点与周围墓葬遗址不同的是仰身直肢葬为常见的葬式，不过也出现了侧身屈肢葬的个体，两个个体在合葬中面对面侧屈方向相反，但都以自然的卷曲方式被埋葬。另外，因为部分墓葬有葬道，墓葬方向较为一致，墓主头均向西方，墓道则设置在东部。

## 出土文物
吉尔赞喀勒墓地出土了92件木器、40件陶器、13件铁器、26件铜器、75件石器以及数量不等的骨器、琉璃珠和贝饰。吉尔赞喀勒墓地的随葬品多摆放于葬主人头部，部分置于胸前、腹部或足部。合葬墓中，木制火坛则多位于二人之间。而单人葬时，墓主往往面对火坛。吉尔赞喀勒墓地出土了的量木器，像是木制板、手钻和炉膛板、火坛、箭杆、木棍和拐杖和乐器。其中木质乐器是截止发掘报告出版时帕米尔地区被发现的最早的木质乐器文物。在吉尔赞喀勒墓地出土了多个盛有数量不等的黑白卵石的木制火坛。每件木制火坛内部都留有因放入烧红的卵石而导致的碳化层。这是亚欧大陆发现最早的明火入葬火坛。两次的发掘工作中出土了一些织物及竹梳。
从该墓地也出土了51颗蚀花的玉髓，其中7颗为天珠，44颗为蚀花红玉髓珠。截止2016年相关论文发布之时，这次挖掘是中华人民共和国境内发掘数目及种类最多的蚀花玉髓的一次发掘。其中7颗天珠是采用将自然原料调配为蚀染剂将白色与黑色蚀染入珠体的表层部分而制成的。另外，短时间的低温加热使得蚀染的同时保留着玛瑙的隐晶质特性。珠体上有具有欧亚草原青铜文化的三角形纹饰以及西亚文化的十字形纹饰。从吉尔赞喀勒墓地出土的陶器时代应当在青铜时代晚期到铁器时代早期，圜底器的器型在新疆地区例如察吾乎古墓群等墓地之中较为常见。陶器器型与周边其他墓葬相比，与香宝宝墓地出土的陶器相似的较多，而与下坂地墓地出土的陶器相似的较少。另外，该墓地出土了两把具有西亚及斯基泰文化的特点的铜镜。

## 研究与解读
有学者认为吉尔赞喀勒墓地及其他帕米尔高原上的遗迹的发现证明帕米尔地区是汉代丝绸之路开启前2000年间东西方文化交流的节点。经过对吉尔赞喀勒墓地中人骨、木质作为样本分析，认为该墓地距今2500年左右。铺设黑白石条的文化遗迹是当时当地普遍存在的文化现象而非个例，类似吉尔赞喀勒墓地的古墓葬在帕米尔高原地区还有8处，分别在提孜那甫乡北部河谷台地、班迪尔乡塔什库尔干河谷台地、科克亚乡河谷台地以及热斯卡木乡河谷台地等地。从吉尔赞喀勒墓地出土的圜底陶器是新疆史前晚期经常出现的陶器，吉尔赞喀勒墓地的圜底陶器与伊犁河流域、阿尔泰山脉地区、东天山地区、塔里木盆地北缘及山前地带、南缘、昆仑山山区出土的圜底陶器具有一定的相似性。有学者认为在新疆出土的此时期圜底陶器应该属于卡拉蘇克文化系统的一部分，但是否是直接受到卡拉蘇克文化的影响暂时未有定论。从墓地用火的习俗来看，有声音认为吉尔赞喀勒墓地和香宝宝墓地的火葬墓类似是受到西边瓦克什文化、楚斯特文化以及东边流水墓地遗存的影响。
在丝绸之路开启前2000年间，若干批拥有高加索人种地中海东支类型的族群定居在了帕米尔高原上甚至通过帕米尔高原进入了塔里木盆地。桦木属和杨属等木材在该墓地被大量使用，它们代表了当时当地的主要树木与灌木。其中木制板多是由桦木木制成，手钻和炉膛板则是由杨树木制成。另外火坛是由叉子圆柏（Sabina sp.）制成，箭杆是由忍冬属植物，木棍和拐杖是由柳树木制成，而乐器则是由梣树木制成。对木本植物的研究分析同样可以为古代居民的迁徙距离提供了更多的信息。研究者也曾对从当地出土个体的牙釉质样本进行锶的同位素进行分析比对并发现大约30%的墓主人为外迁人群。黑白石条中的黑色卵石是因长期日晒雨淋又地处高原而导致表明有一层戈壁漆亮色的片岩、千枚岩、变粒岩、安山岩，而白色卵石则多为相似大小的正长岩、角闪斜长片麻岩、黑云（斑状）二长花岗岩。此类黑白卵石在当地并不常见，有可能是从周别较远的地区收集而来。
在吉尔赞喀勒墓地出土的竹梳、箜篌、织物等文物可以看出东西方文化交流及贸易已经存在于当时当地社会的各个层面。木质乐器的类型类似新疆东部洋海墓群、扎滚鲁克古墓群出土的箜篌。织物之中的纤维多为羊毛纤维，但也出现了蚕丝这种来自于中原地区的纤维。染料来源也有所不同，毛织物的染料品种来源包括西茜草、靛青、黄檗等，均为本地染色，而大部分丝织品则可能是在东部地区用黄檗染色后再传入吉尔赞喀勒周围地区。说明了西域地区在2500年前已经开始与中原文化进行交流。另外该墓地出土的一件红色丝织品的染料来源有来自本地的西茜草，说明丝绸也可能在当地染色。中国南方才会出现的竹梳也在该墓地被找到。
另外，关于木质火坛在后期也进行过研究，火坛的碳化层中检测到了，大麻酚（Cannabinol CBN）等大麻的生物标志物，大麻酚是四氢大麻酚（tetrahydrocannabinol THC）的氧化产物。这些残留物被认为是人类历史上最早的仪式性吸食大麻的证据 ，带有大麻残留物痕迹的火坛多出现于当地人的墓穴之中。

### 与琐罗亚斯德教之关系
吉尔赞喀勒墓地的地表遗迹呈现出早期琐罗亚斯德教的文化内涵。吉尔赞喀勒墓地，尤其是吉尔赞喀勒墓地C区从地理位置、分布以及出土的文物等证据来看，可能是琐罗亚斯德教圣典《波斯古经》之中记载的“达克玛”，因为C区地处A、B之间的高地上，向东仰望A区，向西则俯视B区，地表无黑白石条，墓葬只有墓的形式但内容极少，随葬物品仅以经过加工的细树枝为主，这些特征与《万迪达德》中对“达克玛”的要求极为相似，C区很有可能是选来用作“达克玛”。
除此之外，其他的地表遗迹也和琐罗亚斯德教有着密切关系，诸如“黑白石条”所表现的“漫无边际的光”可能是琐罗亚斯德教教徒对光崇拜的直接表达，圆形石圈、圆形卵石、天珠上白色圆纹路则可能是精神思想的象征性符号，与“黑白石条”结合则可能隐含着教徒们对阿胡拉·马兹达和他的“光明智慧”的崇拜。另外，“黑白石条”的方向基本指向夏至时日光最长的方向，与其相对的墓地则位于冬至时太阳直射最短的方位，这也可能代表了琐罗亚斯德教中大夏季与大冬季的崇拜习俗。“黑白石条”同样也可能暗含着琐罗亚斯德教“善恶二元对立斗争”的宇宙观。墓葬中的有啃咬痕迹的“二次殓骨葬”符合《万迪达德》之中“天葬”的尸体需要处理（即其中第六章的驱魔之法，信徒需要将尸体放到高处以供鸟兽啄食后方可能埋葬）后才能埋入土中的规定，但当时信仰琐罗亚斯德教的萨珊王朝王族们却并没有接受天葬的方式。墓群中的“二次殓骨葬”可能是祭司的埋葬方式，而天体葬可能是社会成员的埋葬方式。
在该地区也出土的数组直径1厘米，长度从超过10厘米到超过120厘米不等的被加工过的细树枝，被认为是《波斯古经》中记载且被在祭祀仪式中使用的宗教礼器“巴尔萨姆枝”（Barsam）。火坛内大麻残留物的来源是从豪麻中榨取出来的液体，常在琐罗亚斯德教祭祀仪式中使用。每个木制火坛中的卵石数量也发现和阿胡拉·馬茲達或《波斯古经》记载的其他神明相对应。另外，学者认为天珠的黑白特点代表着琐罗亚斯德教的“善恶二元对立斗争”的宇宙观。其中一颗天珠，在黑色的珠体上有5条白色的圆纹圈，这可能是代表着琐罗亚斯德教中神主和“灵光”。天珠作为人工蚀染制作的“灵石”，图案难以褪色使得其成为宗教思想的载体，故天珠可被划为作宗教圣物的范畴。
质疑及不同之声
不过对这些吉尔赞喀勒墓地与琐罗亚斯德教有关的证据，也曾遭到过质疑。质疑者认为短期对尸体的处理并不能够充分证明能与琐罗亚斯德教有关，因为在琐罗亚斯德教葬俗是需要将尸体搁置超过两年方才拾骨入葬。并且入葬时需要置于不接触地面的瓮棺之中。关于墓葬所对应的年代并非发掘者所认为的琐罗亚斯德教早期，而是和已形成成熟宗教体系的米底王国中后期一直到阿契美尼德王朝的阿尔塔薛西斯二世时期相近，此时墓葬地区所属的文化尚在青铜时代至铁器时代早期，远落后于阿契美尼德王朝，甚至落后于塔里木盆地周边的绿洲文明。也有学者认为，该墓地并未按照琐罗亚斯德教丧葬仪轨处理，所发现的“二次殓骨葬”占比极低，发掘的数十处墓葬之中仅3座为“二次殓骨葬”。
质疑的声音也对出土文物与琐罗亚斯德教相关的解读提出质疑，认为木制火坛中卵石的数量可能是随机的，其数量可能取决于火坛的大小。在琐罗亚斯德教的拜火仪式中圣火是不可以随便熄灭的，将圣火入葬并使其熄灭的做法并不符合琐罗亚斯德教根本教义。同时也对将“天珠”这种民俗概念引入正式的考古发掘报告之中以及将其附会到琐罗亚斯德教的教义提出质疑。有学者认为从该地区出土的红玛瑙珠的形制与印度河流域文明流行的红玛瑙形制类似，红玛瑙珠来源可能来自南亚。有学者也认为，该地区文明尚处在青铜时代到铁器时代早期，落后于同时期西端伊朗高原上的阿契美尼德王朝，甚至落后于塔里木盆地周缘的绿洲文明，另外世界各地的信仰发展成宗教需要深厚的文明积淀，而环境不适宜让人类居住的帕米尔高原不具备成为琐罗亚斯德教或其他古代宗教的发源地的条件。除此之外，未发现类似于伊朗雅兹迪遗存的达克玛和火坛的遗迹，使得将该墓地确定为琐罗亚斯德教的遗存缺乏依据。